# ウィキ・ラビットホール

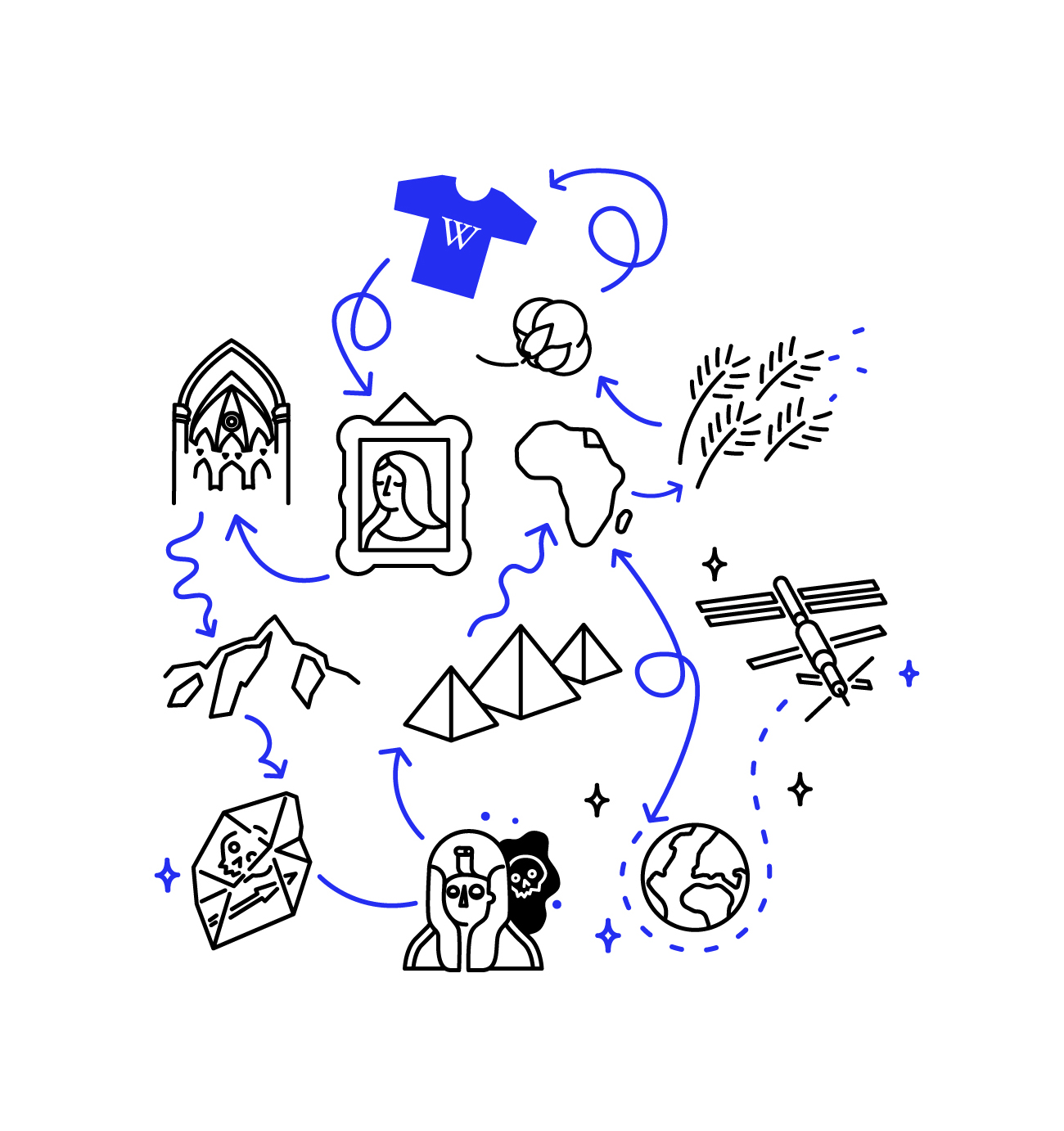
ウィキ・ラビットホール（Tシャツ用イラスト）

ウィキ・ラビットホール（英語: Wiki rabbit hole ウサギ穴、またはウィキブラックホール） は、ウィキペディアの読者がたどる学習経路のたとえ。（記事内のハイパーリンクを開いて）元のトピックから別のトピックへ移動を重ね、他のウィキ・プロジェクトまで閲覧することを、ルイス・キャロルの小説『不思議の国のアリス』（1865年発表）で主役のアリスが白ウサギを追って穴に入っていき、冒険が始まる様子になぞらえてある。またブラックホールと比喩する場合は、どうやっても脱出できない穴に強引に吸い込まれる様子を連想させる。このブラウジングの行動はウィキペディアの特定の言語版で発生するわけではなく、むしろその枠を越えて広がっている。
何かを学んだり勉強したら、もっと詳しく知ろうとしてオンラインの百科事典にアクセスし、そうすると始めに読もうと思ったところからだんだん離れて、多くの人は別のトピックへと進んでいく。たとえば映画の視聴者は歴史上の人物や出来事を映像で見ると、そこからウィキペディアを調べて深いところまで辿る結果になりがちである。
ウィキペディアの記事と記事の関係をデータ視覚化すると、あるトピックから別のトピックへ読者がどう移っていくか、経路が想定でき、またラビットホールに入る読者を対象にしたウィキメディア財団による研究がある。
利用者の中には自分のラビットホール体験を共有し、ウィキペディアを褒めようとしたり、あるいはソーシャルメディアの投稿に使ってきた人たちや、ウィキペディアを訪れる目的はラビットホールを探検したいからという人もいる。ラビットホール探検はウィキレースに分類もできる。